# La Valette-du-Var
La Valette-du-Var ist eine Stadt mit 23.660 Einwohnern (Stand 1. Januar 2022) im französischen Département Var in der Region Provence-Alpes-Côte d’Azur und liegt an der französischen Mittelmeerküste, zwischen Marseille und Nizza, und schließt direkt östlich an Toulon an. Sie gehört zum Kanton Toulon-3 im Arrondissement Toulon.

## Geschichte
Bereits zur Zeit des Römischen Reiches war die Gegend als Vallis lata, „das glückliche Tal“ bekannt. Die Römer errichteten hier ein castrum, ein befestigtes Legionslager, auf dessen Mauern die mittelalterliche Stadtmauer begründet wurde.
Im Zweiten Weltkrieg war der Ort von den Deutschen besetzt und wurde im August 1944 befreit.
1960 erlebte das Dorf einen Aufschwung, als sich Auswanderer aus der ehemaligen französischen Kolonie Algerien hier niederließen.

## Partnerstädte
La Valette-du-Var unterhält Städtepartnerschaften mit
- Villingen-Schwenningen (Deutschland) seit dem 2. August 1970 (die Stadt Villingen-Schwenningen nennt das Jahr 1974)
- Bocșa (Rumänien) seit dem 16. August 1990
- Nowotscherkassk (Russland) seit dem 17. April 1992
- Liévin (Frankreich) seit 21. Oktober 2000

## Persönlichkeiten
- Jean de la Valette, auch Vallette, genannt Parisot, (* 1494 in La Valette-du-Var, Frankreich; † 21. August 1568 in Birgu, Malta) war von 1557 bis zu seinem Tod der 49. Großmeister des Malteserordens und Begründer der heutigen Hauptstadt Maltas, Valletta.

## Sonstiges
Auf dem Friedhof von La Valette-du-Var befindet sich das Grab von Joseph Pujol zu besichtigen, der als »Le Pétomane« bekannt war.